# Jiang Fenfen
Dans ce nom chinois, le nom de famille, Jiang, précède le nom personnel.
Pour les articles homonymes, voir Jiang.
Jiang Fenfen, née le 19 septembre 1997 à Yongzhou, est une athlète handisport chinoise, concourant en sprint dans la catégorie T37 pour les athlètes ayant une hémiplégie moyenne ou minimale.

## Jeunesse
Jiang est née avec une paralysie cérébrale qui affecte la motricité de sa main gauche.

## Carrière
Représentant la Chine aux Jeux paralympiques d'été de 2020, elle remporte une médaille de chaque métal : l'or sur le 400 m, l'argent sur le 200 m et le bronze sur le 100 m. Sur le 400 m, elle bat le record d'Asie en 1 min 01 s 36.

## Palmarès
| Date | Compétition           | Lieu           | Place | Course    | Temps         |
| ---- | --------------------- | -------------- | ----- | --------- | ------------- |
| 2016 | Jeux paralympiques    | Rio de Janeiro | 1re   | 4 × 100 m | 50 s 81       |
| 2016 | Jeux paralympiques    | Rio de Janeiro | 4e    | 400 m     | 1 min 05 s 66 |
| 2017 | Championnats du monde | Londres        | 3e    | 400 m     | 1 min 04 s 35 |
| 2017 | Championnats du monde | Londres        | 5e    | 100 m     | 13 s 73       |
| 2018 | Jeux para-asiatiques  | Jakarta        | 1re   | 200 m     | 28 s 25       |
| 2018 | Jeux para-asiatiques  | Jakarta        | 1re   | 400 m     | 1 min 04 s 53 |
| 2018 | Jeux para-asiatiques  | Jakarta        | 2e    | 100 m     | 13 s 58       |
| 2019 | Championnats du monde | Dubaï          | 2e    | 100 m     | 13 s 31       |
| 2019 | Championnats du monde | Dubaï          | 2e    | 400 m     | 1 min 02 s 90 |
| 2019 | Championnats du monde | Dubaï          | 3e    | 200 m     | 27 46         |
| 2021 | Jeux paralympiques    | Tokyo          | 1re   | 400 m     | 1 min 01 s 36 |
| 2021 | Jeux paralympiques    | Tokyo          | 2e    | 200 m     | 27 s 33       |
| 2021 | Jeux paralympiques    | Tokyo          | 3e    | 100 m     | 13 s 17       |